# Marc Muniesa
Marc Muniesa Martínez (Lloret de Mar, 27 maart 1992) is een Spaans voetballer die bij voorkeur als verdediger speelt. Hij maakte in de zomer van 2018 de overstap van Stoke City naar Girona FC.

## Clubcarrière

### FC Barcelona
Muniesa kwam in 2002 van CF Lloret bij de cantera (jeugdopleiding) van FC Barcelona, waar hij begon in het Alevín B-team. Hij werd eind 2007 op vijftienjarige leeftijd overgeheveld naar de Juvenil A, het hoogste jeugdelftal van de club. Muniesa werd een vaste waarde in dat team en op 23 februari 2008 maakte hij tegen CD Puzol zijn eerste doelpunt. In een wedstrijd tegen Murcia Deportivo op 13 april 2008 raakte hij geblesseerd aan zijn kruisband, waardoor hij meerdere maanden niet kon voetballen. Aan het einde van het seizoen 2008/2009 maakte Muniesa zijn rentree. Met de Juvenil A werd hij dat seizoen kampioen van de regionale groep van de División de Honor en won hij de Copa de Campeones. Muniesa maakte op 23 mei 2009 zijn debuut in de Primera División, in een wedstrijd tegen CA Osasuna, toen hij als vervanger van Sylvinho in het veld kwam. Hij moest deze wedstrijd voortijdig naar de kant toen een overtreding werd bestraft met een rode kaart. In 2012 kwam Muniesa officieel bij het eerste elftal van FC Barcelona. In een oefenwedstrijd tegen Hamburger SV in juli 2012 liep hij een knieblessure op, waardoor hij meerdere maanden niet kon spelen. Na zijn herstel maakte hij het seizoen af bij het tweede elftal. Nadat zijn aflopende contract niet werd verlengd, vertrok Muniesa in 2013 transfervrij naar Stoke City.

### Stoke City
Muniesa tekende bij Stoke City een contract voor vier seizoenen. Muniesa, die op 31 augustus 2013 zijn officiële debuut voor de club maakte in de League Cup-wedstrijd tegen Walsall FC, was in zijn eerste seizoen vooral een back-up voor de Nederlander Erik Pieters. Muniesa verlengde in augustus 2015 zijn contract tot medio 2019, maar slaagde er toch nooit echt in om een vaste waarde te worden in de basiself van Stoke. In het seizoen 2017/18 werd hij dan ook uitgeleend aan Girona FC.

### Girona FC
Muniesa trok in de zomer van 2017 op huurbasis naar Girona FC, dat pas voor het eerst in de clubgeschiedenis naar de Primera División was gepromoveerd. Op het einde van het seizoen nam de Catalaanse club Muniesa definitief over van Stoke City.

## Clubstatistieken
| Seizoen     | Club          | Competitie                 | Competitie | Competitie | Competitie | Beker | Beker | Beker | Internationaal | Internationaal | Internationaal | Totaal | Totaal | Totaal |
| Seizoen     | Club          | Competitie                 | Wed.       | Dlp.       | Ass.       | Wed.  | Dlp.  | Ass.  | Wed.           | Dlp.           | Ass.           | Wed.   | Dlp.   | Ass.   |
| ----------- | ------------- | -------------------------- | ---------- | ---------- | ---------- | ----- | ----- | ----- | -------------- | -------------- | -------------- | ------ | ------ | ------ |
| 2008/09     | FC Barcelona  | Primera División           | 1          | 0          | 0          | 0     | 0     | 0     | 0              | 0              | 0              | 1      | 0      | 0      |
| 2011/12     | FC Barcelona  | Primera División           | 1          | 0          | 0          | 0     | 0     | 0     | 2              | 0              | 0              | 3      | 0      | 0      |
| Club Totaal | Club Totaal   | Club Totaal                | 2          | 0          | 0          | 0     | 0     | 0     | 2              | 0              | 0              | 4      | 0      | 0      |
| 2009/10     | Barça Atlètic | Segunda División B Grupo 3 | 21         | 1          | 0          | —     | —     | —     | —              | —              | —              | 21     | 1      | 0      |
| 2010/11     | Barça Atlètic | Segunda División A         | 25         | 2          | 0          | —     | —     | —     | —              | —              | —              | 25     | 2      | 0      |
| 2011/12     | Barça Atlètic | Segunda División A         | 24         | 1          | 0          | —     | —     | —     | —              | —              | —              | 24     | 1      | 0      |
| 2012/13     | Barça Atlètic | Segunda División A         | 11         | 0          | 0          | —     | —     | —     | —              | —              | —              | 11     | 0      | 0      |
| Club Totaal | Club Totaal   | Club Totaal                | 81         | 4          | 0          | 0     | 0     | 0     | 0              | 0              | 0              | 81     | 4      | 0      |
| 2013/14     | Stoke City    | Premier League             | 13         | 0          | 0          | 4     | 0     | 1     | —              | —              | —              | 17     | 0      | 1      |
| 2014/15     | Stoke City    | Premier League             | 19         | 0          | 0          | 3     | 2     | 1     | —              | —              | —              | 22     | 2      | 1      |
| 2015/16     | Stoke City    | Premier League             | 15         | 0          | 0          | 2     | 0     | 0     | —              | —              | —              | 17     | 0      | 0      |
| 2016/17     | Stoke City    | Premier League             | 10         | 1          | 0          | 1     | 0     | 0     | —              | —              | —              | 11     | 1      | 0      |
| Club Totaal | Club Totaal   | Club Totaal                | 57         | 1          | 0          | 10    | 2     | 2     | 0              | 0              | 0              | 67     | 3      | 2      |
| 2017/18     | → Girona FC   | Primera División           | 13         | 0          | 1          | 1     | 0     | 0     | —              | —              | —              | 14     | 0      | 1      |
| 2018/19     | Girona FC     | Primera División           | 19         | 0          | 0          | 5     | 0     | 0     | —              | —              | —              | 24     | 0      | 0      |
| Club Totaal | Club Totaal   | Club Totaal                | 32         | 0          | 1          | 6     | 0     | 0     | 0              | 0              | 0              | 38     | 0      | 1      |
| 2019/20     | Al-Arabi SC   | Stars League               | 20         | 1          | 3          | 1     | 0     | 0     | —              | —              | —              | 21     | 1      | 3      |
| 2020/21     | Al-Arabi SC   | Stars League               | 20         | 0          | 0          | 4     | 0     | 0     | —              | —              | —              | 24     | 0      | 0      |
| 2021/22     | Al-Arabi SC   | Stars League               | 5          | 0          | 2          | 8     | 0     | 0     | —              | —              | —              | 13     | 0      | 2      |
| 2022/23     | Al-Arabi SC   | Stars League               | 18         | 0          | 0          | 7     | 0     | 0     | —              | —              | —              | 25     | 0      | 0      |
| Club Totaal | Club Totaal   | Club Totaal                | 63         | 1          | 5          | 20    | 0     | 0     | 0              | 0              | 0              | 83     | 1      | 5      |
| TOTAAL      | TOTAAL        | TOTAAL                     | 235        | 6          | 6          | 36    | 2     | 2     | 2              | 0              | 0              | 273    | 8      | 8      |

## Nationaal elftal
Muniesa speelde met Spanje op het EK Onder-17 van 2009. Op het WK Onder-17 in oktober 2009 haalde de verdediger met zijn land de derde plaats.

## Erelijst
| Competitie                    |              |              |              |              |
| Competitie                    | Aantal       | Jaren        |              |              |
| FC Barcelona                  | FC Barcelona | FC Barcelona | FC Barcelona | FC Barcelona |
| ----------------------------- | ------------ | ------------ | ------------ | ------------ |
| UEFA Super Cup                | 1x           | 2009         |              |              |
| Kampioen Primera División     | 1x           | 2008/09      |              |              |
| Supercopa                     | 2x           | 2009, 2010   |              |              |
| Spanje -21                    |              |              |              |              |
| Europees kampioen voetbal -21 | 1x           | 2013         |              |              |